# Obština Kula
Obština Kula (bulharsky Община Кула) je bulharská jednotka územní samosprávy ve Vidinské oblasti. Leží v severozápadním cípu Bulharska, částečně sousedí se Srbskem. Sídlem obštiny je město Kula, kromě něj zahrnuje obština 8 vesnic. Žijí zde zhruba 4 tisíce stálých obyvatel.

## Sídla
| - Car Petrovo - Čičil - Golemanovo | - Izvor Machala - Kosta Perčevo - Kula (sídlo správy) | - Poletkovci - Staropatica - Topolovec |

## Sousední obštiny
| Růžice kompasu |              | Bojnica |         | Růžice kompasu |
| Růžice kompasu |              | Sever   | Vidin   | Růžice kompasu |
| Růžice kompasu | Obština Kula |         | Vidin   | Růžice kompasu |
| Růžice kompasu | Jih          |         | Vidin   | Růžice kompasu |
| Růžice kompasu |              | Makreš  | Gramada | Růžice kompasu |

## Obyvatelstvo
V obštině žije 3 817 stálých obyvatel a včetně přechodně hlášených obyvatel 4 538. Podle sčítáni 1. února 2011 bylo národnostní složení následující:
- Bulhaři: 4 459 (97.6 %)
- Romové: 98 (2.1 %)
- ostatní: 12 (0.3 %)